# DeBarge
Pour les articles homonymes, voir Debarge (homonymie).
 (février 2018).
DeBarge est un groupe américain de funk, soul et RnB. Actif dans les années 1980, il fut l'un des rares groupes à avoir apporté le succès au label Motown dans ces années-là.

## Biographie
Originaire de Grand Rapids, Michigan, le groupe tire son nom DeBarge du nom de famille des membres ; il se compose de Bunny et de ses frères Mark (ou « Marty »), Randy, Eldra (ou « El »), et James. Les plus jeunes frères et sœur, Chico, Darell et Carol « Peaches » DeBarge sont également chanteurs (même s'ils ne font pas partie du groupe). Deux frères aînés, Robert Jr. (« Bobby ») et Tommy étaient membres d'un autre groupe de la maison de disques Motown, nommé Switch.
Le groupe a eu plusieurs succès RnB qui se sont retrouvés dans le Billboard Hot 100, du début jusqu'au milieu des années 1980, dont All This Love, I Like It, Love Me in a Special Way et Rhythm of the Night. Beaucoup de ces succès sont des ballades à l'exception de Rhythm of the Night qui est le titre funk et dansant de l'été 1985. Rhythm of the Night reste à ce jour leur plus grand succès commercial, classé dans le monde entier.
Cependant, en 1986, El et Bunny quittent le groupe pour démarrer une carrière solo. Les frères restants continuent de persévérer et refondent le groupe avec leur frère aîné, Bobby, (qui avait quitté depuis longtemps Switch). Ils sortiront ensemble l'album Bad Boys en 1987, mais celui-ci n'atteint pas le succès des albums précédents. Pendant ce temps, El continue sa carrière solo avec un succès modéré tandis que Bunny connaît un petit succès avec le single Save the Best for Me (Best of Your Lovin'), extrait de son unique album solo, avant que son contrat soit brusquement rompu.
Globalement, DeBarge a réussi à classer neuf titres dans le Top 40 des hits de RnB, cinq dans le top 40 des hits pop, deux dans le Top 10 pop, cinq dans le Top 10 RnB et deux à la première place des Hot R&B/Hip-Hop Songs.

## Formation
- Etterlene « Bunny » DeBarge (1979–1986) : chant
- Mark « Marty » DeBarge (1979–1989) : chant, trompette, saxophone
- Randy DeBarge (1979–1989) : chant, basse
- Eldra « El » DeBarge (1979–1986) : chant, piano, claviers
- James DeBarge (1982–1989) : chant, piano, claviers
- Bobby DeBarge (1987–1988) : chant

## Discographie

### Albums studio
- 1981 : The DeBarges
- 1982 : All This Love
- 1983 : In a Special Way
- 1985 : Rhythm of the Night
- 1987 : Bad Boys
- 1991 : Back on Track

### Compilations
- 1986 : Greatest Hits
- 1997 : The Ultimate Collection
- 2000 : 20th Century Masters – The Millennium Collection: The Best of DeBarge
- 2008 : The Definitive Collection
- 2011 : Time Will Reveal: The Complete Motown Album

### Singles
- 1982 : Stop! Don't Tease Me - R&B #46
- 1983 : I Like It - US #31, R&B #2
- 1983 : All This Love - US #17, R&B #5
- 1983 : Time Will Reveal - US #18, R&B #1
- 1984 : Love Me In a Special Way - US #45, R&B #11
- 1985 : Rhythm of the Night - US #3, R&B #1, UK #4
- 1985 : Who's Holding Donna Now? - US #6, R&B #2, UK #83
- 1985 : You Wear It Well - US #46, R&B #7
- 1985 : The Heart Is Not So Smart - US #75, R&B #29
- 1987 : Dance All Night - R&B #33
- 1988 : I Got You Babe - R&B #73